# Iso-Acetovanillon
iso-Acetovanillon (3-Hydroxy-4-methoxyacetophenon) ist eine organische chemische Verbindung mit der Summenformel C9H10O3, die sich strukturell sowohl vom Acetophenon als auch vom Guajacol (o-Methoxyphenol) ableitet. Es ist ein Derivat des Acetophenons mit einer zusätzlichen Hydroxy- und einer Methoxygruppe. Es unterscheidet sich vom Acetovanillon durch die Stellung der Methoxygruppe. Anstatt an Position 3 ist diese hier an Position 4 vorzufinden. Hydroxy- und Methoxygruppe tauschen im Vergleich zum Acetovanillon die Plätze. Die Strukturanalogie entspricht der zwischen Vanillin und Isovanillin.
| Struktur von iso-Acetovanillon | Struktur von Acetovanillon |
| iso-Acetovanillon              | Acetovanillon              |
Eine Umsetzung von Guajacol mit einer zuvor bereiteten Mischung von Acetanhydrid und konz. Schwefelsäure (mit dem Intermediat Sulfo-essigsäure) führt zunächst zum Acetylisoacetovanillon, das dann im Alkalischen zum gewünschten Endprodukt iso-Acetovanillon verseift wird. Das Produkt bildet farblose Kristalle, die bei 91 °C schmelzen. Eine wässrige Lösung von Eisen(III)-chlorid bildet mit iso-Acetovanillon eine blauviolette Farbe.